# Домброва-Гурнича Погоря
Домброва-Гурнича Погоря (пол. Dąbrowa Górnicza Pogoria) — остановочный пункт в городе Домброва-Гурнича (расположен в дзельнице Погоря), в Силезском воеводстве Польши. Имеет 2 платформы и 2 пути.
Остановочный пункт на железнодорожной линии Варшава — Катовице, построен в 1945 году.